# Voetbalkampioenschap van Rijn-Saar 1928/29
In 1928/29 werd het tweede voetbalkampioenschap van Rijn-Saar gespeeld, dat georganiseerd werd door de Zuid-Duitse voetbalbond.
VfL Neckarau werd kampioen van de groep Rijn en Borussia Neunkirchen. Beide clubs plaatsten zich voor de Zuid-Duitse eindronde waar de clubs respectievelijk derde en laatste werden. De nummers twee en drie plaatsten zich voor de eindronde voor niet-kampioenen waar SV Waldhof de beste plaats behaalde, tweede achter FSV Frankfurt.

## Bezirksliga

### Rijn
| Plaats | Club                         | Wed. | W  | G | V  | Saldo | Ptn.  |
| ------ | ---------------------------- | ---- | -- | - | -- | ----- | ----- |
| 1.     | VfL 1884 Neckarau            | 16   | 12 | 2 | 2  | 38:18 | 26:6  |
| 2.     | SV Waldhof 07                | 16   | 11 | 3 | 2  | 43:15 | 23:9  |
| 3.     | VfR Mannheim 1896            | 16   | 9  | 4 | 3  | 36:26 | 22:10 |
| 4.     | SpVgg 03 Sandhofen           | 16   | 8  | 2 | 6  | 37:34 | 18:14 |
| 5.     | FC Phönix 04 Ludwigshafen    | 16   | 6  | 4 | 6  | 32:29 | 16:16 |
| 6.     | Mundenheimer SpVgg           | 16   | 6  | 2 | 8  | 26:32 | 14:18 |
| 7.     | Mannheimer FC Lindenhof 1908 | 16   | 4  | 5 | 7  | 26:35 | 13:19 |
| 8.     | Ludwigshafener FG 03         | 16   | 3  | 4 | 9  | 19:30 | 10:22 |
| 9.     | FC Pfalz Ludwigshafen        | 16   | 0  | 0 | 16 | 12:51 | 2:30  |

|  | Kampioen, geplaatst voor Zuid-Duitse eindronde |
|  | Geplaatst voor Zuid-Duitse eindronde           |
|  | Play-off voor de eindronde                     |
|  | Degradatie                                     |

### Saar
| Plaats | Club                        | Wed. | W | G | V  | Saldo | Ptn.  |
| ------ | --------------------------- | ---- | - | - | -- | ----- | ----- |
| 1.     | Borussia VfB Neunkirchen    | 16   | 9 | 3 | 4  | 28:22 | 21:11 |
| 2.     | 1. FC 1907 Idar             | 16   | 8 | 4 | 4  | 42:24 | 20:12 |
| 3.     | FK 1903 Pirmasens           | 16   | 9 | 2 | 5  | 30:20 | 20:12 |
| 4.     | SC Saar 05 Saarbrücken      | 16   | 9 | 2 | 5  | 35:28 | 20:12 |
| 5.     | FV 03 Saarbrücken           | 16   | 7 | 4 | 5  | 24:19 | 18:14 |
| 6.     | VfR Pirmasens               | 16   | 6 | 4 | 6  | 34:25 | 16:16 |
| 7.     | Sportfreunde 05 Saarbrücken | 16   | 7 | 2 | 7  | 29:23 | 14:18 |
| 8.     | SV 05 Saarbrücken           | 16   | 4 | 1 | 11 | 19:40 | 11:21 |
| 9.     | 1. FC 02 Kreuznach          | 16   | 0 | 4 | 12 | 9:49  | 4:28  |

Play-off voor de eindronde
|  |              |              |                  |  |
|  | FK Pirmasens | 2 – 4 (n.v.) | Saar Saarbrücken |  |
|  |              |              |                  |  |

|  |                 |       |              |  |
|  | 1. FC 1907 Idar | 1 – 0 | FK Pirmasens |  |
|  |                 |       |              |  |

## Kreisliga

### Unterbaden
| Plaats | Club                          | Wed. | W  | G | V  | Saldo | Ptn.  |
| ------ | ----------------------------- | ---- | -- | - | -- | ----- | ----- |
| 1.     | Mannheimer FC Phönix 02       | 16   | 13 | 1 | 2  | 47:13 | 27:05 |
| 2.     | FC Germania 03 Friedrichsfeld | 16   | 12 | 1 | 3  | 63:28 | 25:07 |
| 3.     | SpVgg Amicitia Viernheim      | 14   | 8  | 2 | 4  | 43:13 | 18:10 |
| 4.     | SC Käfertal                   | 15   | 7  | 5 | 3  | 37:29 | 19:11 |
| 5.     | FV 09 Weinheim                | 15   | 5  | 3 | 7  | 43:37 | 13:17 |
| 6.     | VfTuR Feudenheim              | 15   | 4  | 3 | 8  | 18:41 | 11:19 |
| 7.     | FG 1913 Mannheim              | 16   | 3  | 4 | 9  | 25:60 | 10:22 |
| 8.     | FC Alemannia Rheinau          | 16   | 3  | 3 | 10 | 24:51 | 09:23 |
| 9.     | SpVgg 07 Mannheim             | 16   | 2  | 3 | 11 | 28:50 | 07:25 |

|  | Deelname promotie-eindronde |

### Neckarkreis
Uit de Neckarkreis is enkel kampioen FG Rohrbach bekend. 

### Vorderpfalz
Uit de Vorderpfalz is enkel kampioen FV Frankenthal bekend. 

### Promotie-eindronde
| Plaats | Club                    | Wed. | W | G | V | Saldo | Ptn.  |
| ------ | ----------------------- | ---- | - | - | - | ----- | ----- |
| 1.     | FG Rohrbach             | 4    | 2 | 1 | 1 |       | 05:03 |
| 2.     | Mannheimer FC Phönix 02 | 4    | 2 | 0 | 2 |       | 04:04 |
| 3.     | FV Frankenthal          | 4    | 1 | 1 | 2 |       | 03:05 |

|  | Promotie naar Bezirksliga Rijn-Saar 1929/30 (Groep Rijn) |